# شاه‌خرچنگ گالاپاگوس
شاه‌خرچنگ گالاپاگوس (نام علمی: Lithodes galapagensis) نام یک گونه از سرده شاه‌خرچنگ‌های اصلی است.